# Klosantel
Klosantel (anglicky Closantel) je anthelmintikum ze skupiny salicylanilidů s účinkem proti motolici jaterní, některým gastrointestinálním hlísticím a některým myiázám u skotu, ovcí a koz. Jako léčivo existuje ve formě perorálního roztoku, jako pour on či v injekční formě k subkutánní aplikaci. Látka byla objevena v sedmdesátých létech 20. století a poprvé uvedena na trh belgickou farmaceutickou společností Janssen Pharmaceutica.

## Mechanismus účinku
Přesný mechanismus není znám, ale předpokládá se, že všechny salicylanilidy působí jako vodíkové ionophory a narušují oxidativní fosforylaci v mitochondriích parazitů. Dochází tak k nedostatku ATP a tedy i energie pro parazita.

## Indikace a použití
Klosantel se používá k odčervení skotu, ovcí a koz. Konkrétní použití závisí na typu preparátu a podobě registrace v dané zemi.

### Indikace klosantelu pro skot
- motolice: Fasciola hepatica, Fasciola gigantica
- hlístice: Haemonchus placei, Bunostomum phlebotomum, Oesophagostomum radiatum
- Arthropoda: Hypoderma bovis, Hypoderma lineatum

### Indikace klosantelu pro ovce a kozy
- motolice: Fasciola hepatica, Fasciola gigantica
- hlístice: Haemonchus contortus (včetně benzimidazol-rezistentních kmenů), Oesophagostomum columbianum, Gaigeria pachyscelis, Chabertia ovina
- Arthropoda: Oestrus ovis[4]

## Komerční preparáty obsahující klosantel
- originální přípravek: Flukiver®
- generika a kombinace s jiným anthelmintikem: Supaverm®, Flukiver Combi®, Closamectin®, Avomec Duel®, Valbantel®